# De Havilland Canada Dash 7
De Havilland Canada Dash 7 je kanadský dopravní letoun kategorie STOL, řešený jako samonosný čtyřmotorový hornoplošník s jednoduchými ocasními plochami tvaru T a příďovým zatahovacím podvozkem.

## Vývoj

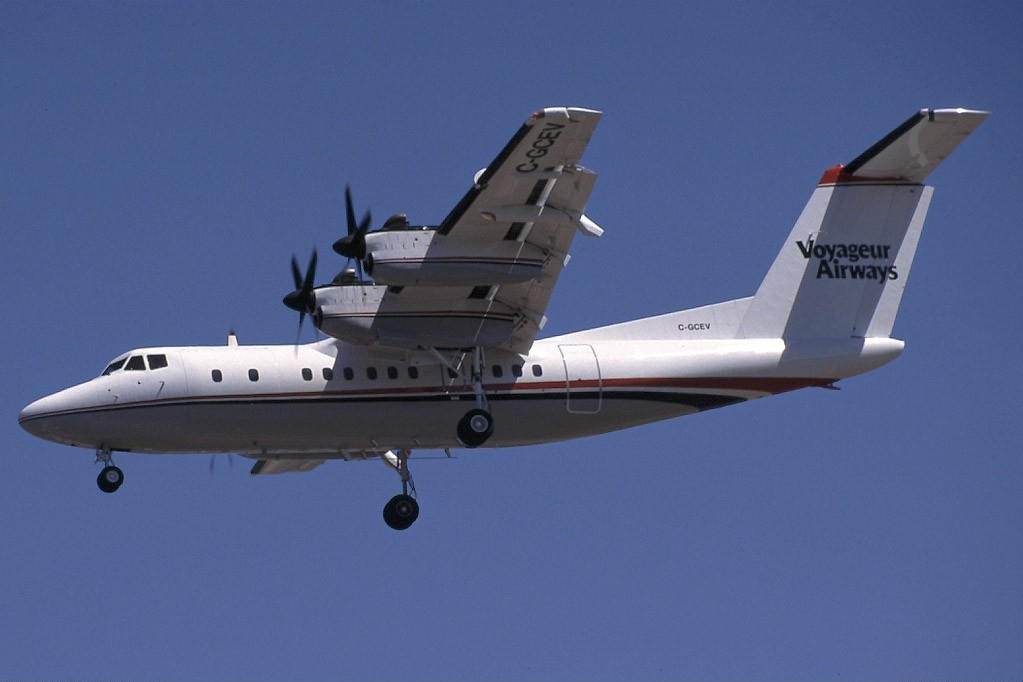
Přiblížení k přistávací dráze

Vývojové práce na letounu DHC-7 byly zahájeny v roce 1974. Maximální pozornost byla věnována vybavení křídla, které obsahovalo dvouštěrbinové vztlakové klapky, spoilery (rušiče vztlaku), aby mohl nový stroj dosahovat co nejkratších vzletů a přistání i na výše položených letištích za ztížených meteorologických podmínek. Pro pohon byly zvoleny čtyři turbovrtulové motory Pratt & Whitney of Canada PT6A-50 o vzletovém výkonu po 835 kW, které roztáčí pomaloběžné čtyřlisté vrtule se sníženou intenzitou hluku Hamilton Standard 24PF.
Továrna zahájila stavbu dvou létajících prototypů společně s dvojicí nevybavených draků pro pevnostní zkoušky a únavové testy přetlakové kabiny. První prototyp (imatrikulace C-GNBX-X) byl zalétán 27. března 1975, druhý (C-GNCA-X) provedl svůj premiérový let 26. června téhož roku.
30. května 1977 poprvé vzlétl první sériový letoun DHC-7 (C-GQIW) a všechny tři stroje se zapojily do intenzivního zkušebního letového programu. Bez ohledu na stav zakázek se společnost DHC rozhodla pro sériovou produkci v počtu 50 kusů. První letoun této výrobní série převzala letecká společnost Rocky Mountains Airways v USA, která jej od 3. února 1978 nasadila na své spoje.
Dash 7 se na jaře 1978 objevil také u kanadské společnosti Wardair a v Evropě u španělského přepravce Spantax. K září 1979 byl aktuální stav objednávek na počtu 59 exemplářů, v březnu 1980 již 83. Postupně byly odkupovány přepravci Golden West, Ransome, Air Wisconsin, Henson Aviation, Air Pacific a Air Oregon, všechny z USA, dále Time Air a Westcoast Air Holding (Kanada), Alidair (Spojené království), Air Innsbruck (Rakousko), Wideroe (Norsko), Gronlandsfly (Dánsko) a SAHSA (Jižní Jemen).
Letouny v osobní verzi Series 100 převzalo i RCAF včetně dvou kusů v čistě nákladním provedení DHC-7 Series 101 s vojenským označením CC-132. Dalšími zákazníky transportní varianty se staly společnosti Wardair, Emirates Air Services a Greenlandair. K dalším vyráběným verzím patří těžká Series 140 a Series 151 se zvětšenou kapacitou palivových nádrží.
Do ukončení výroby v roce 1988 bylo vyrobeno celkem 113 letounů DHC-7.
Počátkem 90. let stanovilo velitelství jižní oblasti americké armády (SOUTHCOM) požadavky na letoun pro zpravodajskou a průzkumnou činnost, který by kromě vojenských operací mohl působit i v boji proti pašerákům drog. Nejlépe vyhovující se ukázal typ DHC-7 u US Army označený O-5. V rámci systému Airborne Recconnaisance Low vznikly verze O-5A pro fotoprůzkum, EO-5B pro elektronický průzkum a univerzální EO-5C sdružující obě předchozí varianty (značená také RC-7B). EO-5C létá se šestičlennou posádkou tvořenou dvěma piloty a čtyřmi operátory palubních systémů. Svým vnitřním vybavením dobře spolupracuje s dalšími průzkumnými letouny typu Northrop Grumman E-8 Joint STARS a Boeing RC-135.

## Specifikace

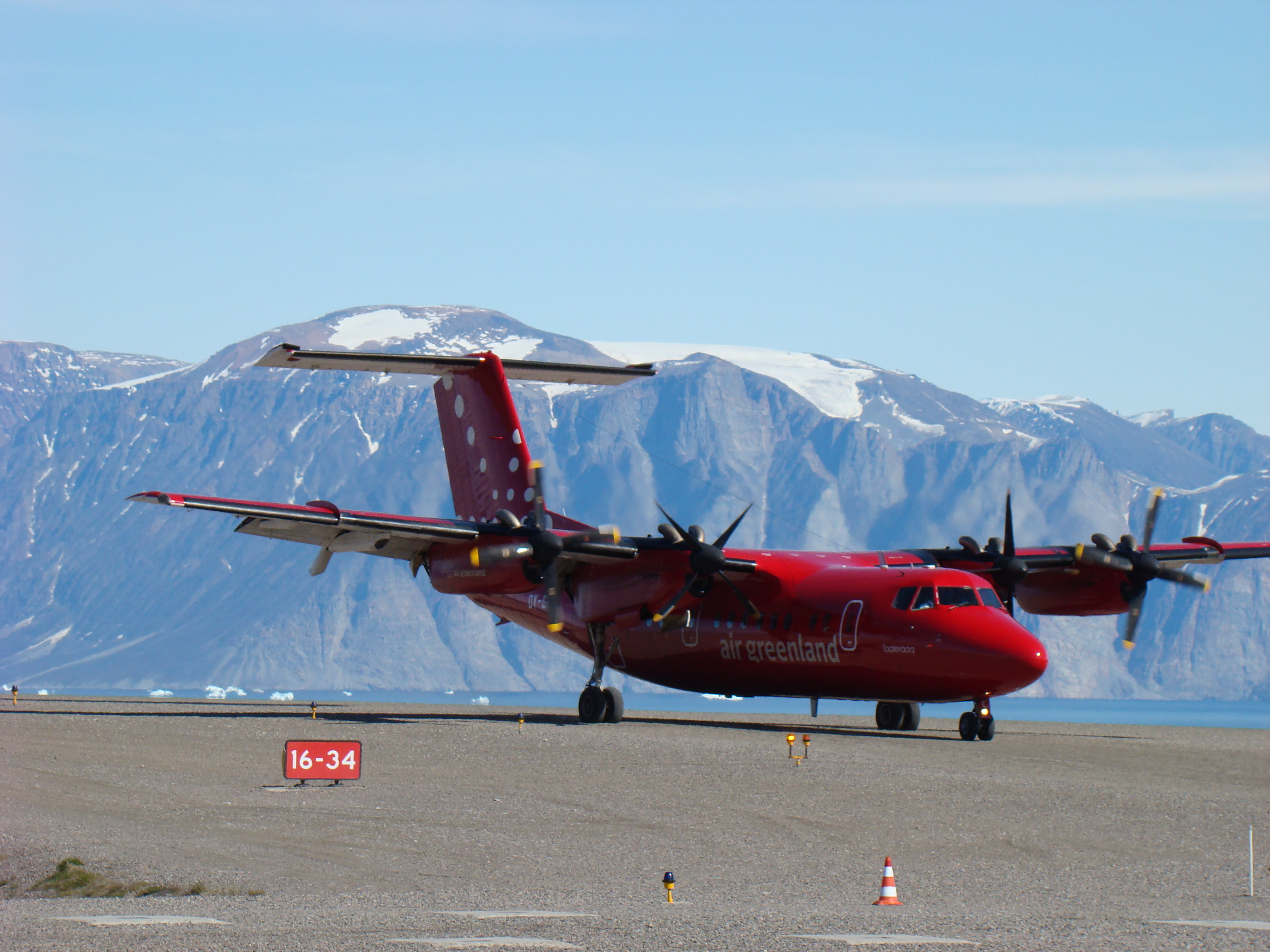
Dash7 Air Greenland

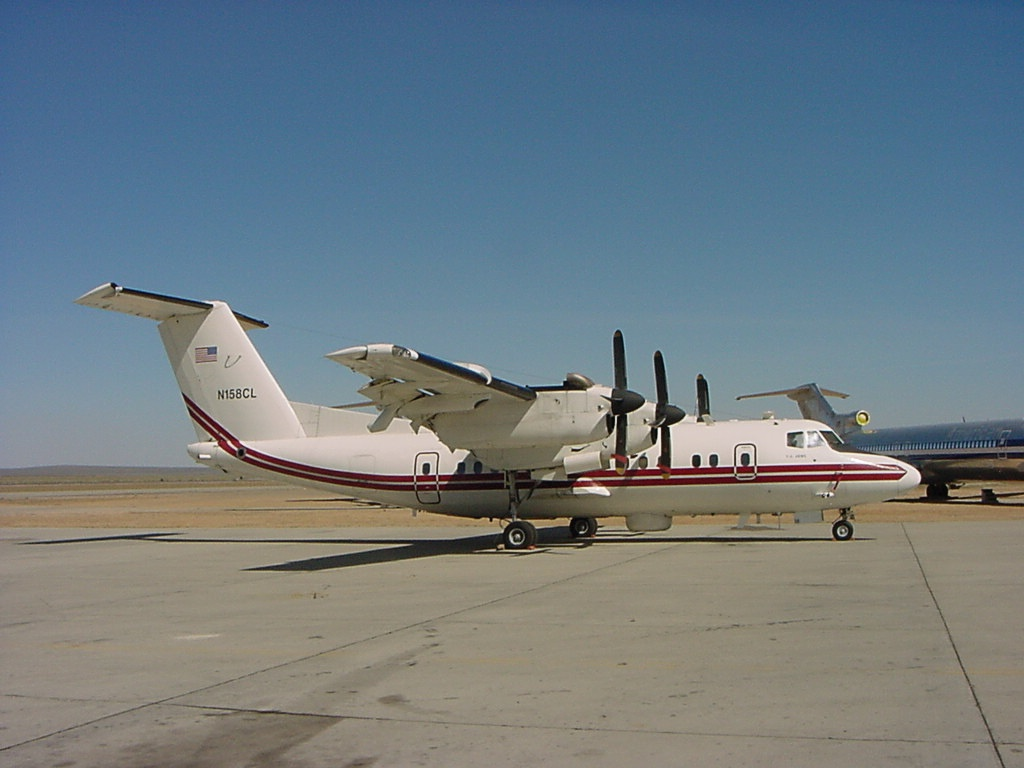
RC-7A (N158CL), Mojave Airport, USA

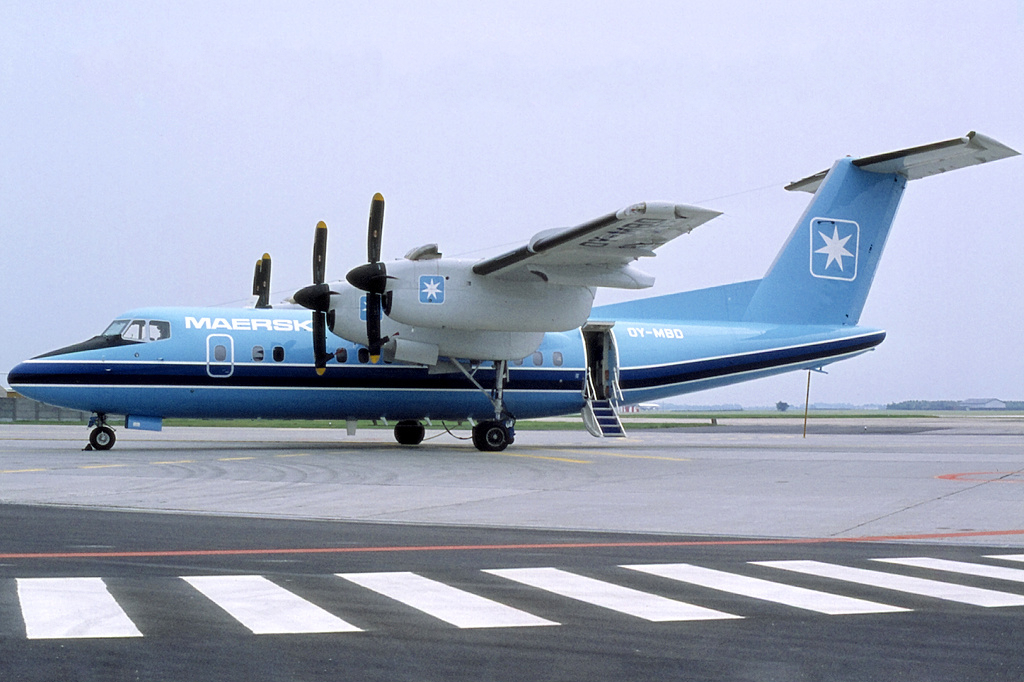
De Havilland Canada Dash 7, Maersk Air, (OY-MBD)

Údaje dle 

### Technické údaje
- Osádka: 2
- Kapacita: až 50 cestujících
- Obchodní náklad: 5284 kg
- Rozpětí : 28,35 m
- Délka: 24,58 m
- Výška: 7,98 m
- Nosná plocha: 79,90 m²
- Hmotnost prázdného letounu: 12 110 kg
- Maximální vzletová hmotnost: 19 959 kg
- Pohonná jednotka:

### Výkony
- Maximální cestovní rychlost:
  - 428 km/h (v 2440 m)
  - 420 km/h (v 4570 m)
- Dostup na 4 motory: 6980 m
- Dostup na 3 motory: 4510 m
- Stoupavost na 4 motory: 6,2 m/s
- Stoupavost na 3 motory: 3,6 m/s
- Dolet s plným nákladem v hladině 4570 m: 1352 km
- Dolet s obchodním nákladem 3040 kg: 2148 km
- Délka vzletové dráhy, klapky na 25°: 689 m
- Délka vzletové dráhy v 3050 m, klapky na 15°: 1829 m
- Délka přistávací dráhy, klapky 45°: 594 m
- Délka přistávací dráhy v 3050 m, klapky 45°: 823 m